# تپه چل
تپه چل مربوط به دوره ساسانی  در شهرستان سرخس است. این اثر در تاریخ ۲۰ شهریور ۱۳۹۵ با شمارهٔ ثبت ۳۱۵۵۰ به‌عنوان یکی از آثار ملی ایران به ثبت رسیده است.